# Encalypta squarrosa
Encalypta squarrosa är en bladmossart som beskrevs av Bridel 1806. Encalypta squarrosa ingår i släktet klockmossor, och familjen Encalyptaceae. Inga underarter finns listade i Catalogue of Life.